# Russenorsk
Russenorsk var et pidginsprog som før første verdenskrig blev brugt som hjælpesprog i handelssamkvemmet mellem Nordnorge og Nordvestrusland. Sproget bestod af en blanding af hovedsagligt norsk (særlig nordnorske dialekter) og russisk. Omkring 400 ord er bevaret af sproget, det meste gengivelser af samtaler mellem en nordmand og en russer, hvor de diskuterer priser, handel, vejr og vind samt familieliv.

## Eksempler på russenorsk
Russenorsk var sammensat af omtrent lige meget norsk som russisk (ca 50 % af ordene havde norsk oprindelse, mens 40 % var russiske), samt havde låneord fra svensk, tysk, fransk, engelsk og andre sprog. Da norske forretningsfolk begyndte at sende deres børn til Arkhangelsk for at studere russisk, mistede russenorsk en del af sin anseelse.
Der er en vis uenighed om russenorsk er et germansk sprog, eller om det skal regnes som et blandingssprog. Sproget følger enkle regler. Den eneste præposition er «på», og bruges i mange sammenhænge. Efterstavelsen «-om» angiver verbum, f.eks. kopom (købe), drikkom (drikke) og slipom (sove). I lighed med russisk bruges ikke præsens af "at være".
- «Kanali norfar, kodi boska?» = Gale nordmand, hvor er tønden?
- «Moja grot krank på guano» = Jeg har ondt i hovedet.
- «Kupi vina, jebi mina» = Køb vin, køb mere.
- «Moja på tvoja» = Jeg og du.
- «Kak sprek? Moje niet forsto» = Hvad siger du? Jeg forstår det ikke.

## Rester i nordnorsk dialekt fra russenorsk
Russenorsk bruges mest når man citerer hvad de russiske pomorer plejede at sige – «..., som han sa, russen». Men enkelte ord har været brugt af ældre mennesker, og nogle er gået ind i senere generationers ordforråd.
- balduska = hvede
- kartanka = filtsko
- å råbbåte = arbejde, færdiggøre fisk
- klæba = brød
- prennek = kiks, tørre småkager
- å krale = at stjæle
- å kvase = at drikke sig fuld

## Eksterne links
- Frederik Kortlandt: Om russenorsk
- Pomormuseet i Vardø: Russenorsk Arkiveret 24. oktober 2004 hos  Wayback Machine